# Eleonore von Sizilien

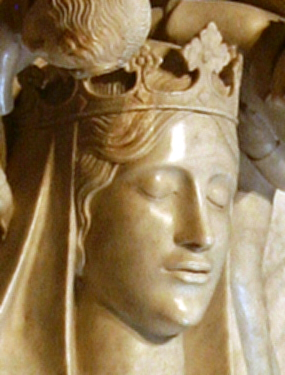
Liegefigur Eleonores von Sizilien auf ihrem Sarkophag

Eleonore von Sizilien (italienisch Eleonora di Sicilia, spanisch Leonor de Sicilia; * 1325; † 20. April 1375 in Lleida) war eine Tochter des sizilischen Königs Peter II.  und als dritte Gemahlin Peters IV. von 1349 bis 1375 Königin von Aragón. Sie übte einen großen Einfluss auf die Politik ihres Gatten aus und leitete maßgeblich die aragonische Außenpolitik bezüglich ihres Heimatlands Sizilien. Insbesondere sorgte sie für die Verheiratung ihres Bruders Friedrich III.  mit ihrer Stieftochter Konstanze. Sie erreichte aber nicht, dass ihr Bruder das sizilische Thronfolgerecht auf sie übertrug. Ihr ältester Sohn folgte 1387 als Johann I. seinem Vater auf den Thron von Aragon.

## Leben

### Abstammung und frühes Leben
Eleonore von Sizilien war eine Tochter König Peters II. von Sizilien und seiner Gattin Elisabeth von Kärnten. Sie hatte acht Geschwister, u. a. Ludwig und Friedrich III. (oder IV.), die nacheinander Sizilien regierten. Zeitgenössische Dokumente schildern, dass Eleonore groß von Statur und schlank war und einen hellrosa Teint hatte. Viele Biographen charakterisieren sie als die politisch Begabteste unter Peters Kindern und als sehr ehrgeizig. Bereits in ihrer Jugend erhielt sie mehrere Heiratsanträge. So wurde sie 1337 als 12-Jährige von Raimund Berengar, damals Graf von Prades, umworben, doch verhinderte Papst Benedikt XII. das Zustandekommen der in Aussicht genommenen Ehe. Raimund Berengar war ein Onkel des aragonischen Königs Peter IV., also jenes Mannes, den Eleonore später tatsächlich heiraten sollte.

### Heirat mit Peter IV. von Aragón; Kinder
Nach dem Tod seiner ersten Ehefrau Maria (1347) erwog Peter IV. von Aragón bereits eine Ehe mit Eleonore von Sizilien. Dieses Eheprojekt wurde jedoch durch das vom Heiligen Stuhl vorgebrachte Argument zu naher Verwandtschaft, die auf die Verbindung von Konstanze von Sizilien und Peter III. von Aragón zurückging, behindert. Peter IV. entschied sich, die Infantin Eleonore von Portugal zur zweiten Gemahlin zu nehmen. Als diese jedoch bereits im Oktober 1348 starb, stimmte Papst Clemens VI. einer Ehe Peters IV. mit Eleonore von Sizilien zu. Die im November 1349 begonnenen Heiratsverhandlungen wurden im folgenden Jahr erfolgreich abgeschlossen.
Am 27. August 1349 vermählte sich Eleonore in Valencia mit dem aragonischen König Peter IV., für den diese Heirat bereits die dritte Eheschließung war. Kurz nach der Trauung unterzeichnete der König eine Schuldverschreibung in der Höhe von 10.000 Unzen Gold, um damit u. a. die Unterhaltskosten von Eleonores Gefolge zu bestreiten. Dafür durfte Eleonore im gleichen Wert zur Krondomäne gehörige Burgen und Gemeinden frei nach ihrer Wahl erwerben. Diese Dotation kam zu der ihr als aragonische Königin zustehenden Apanage hinzu. Zur Verwaltung ihrer Güter beschäftigte sie zahlreiche Beamte zusätzlich zu ihren engeren Vertrauten wie ihrem Schatzmeister, Hofmarschall, Kämmerer sowie ihren Sekretären und anderen Personen, die ihren Hofstaat bildeten. Der Sitz ihres Hofs war ein nahe dem Templer-Kloster in Barcelona gelegener Palast. Einige ihrer Funktionäre agierten als Botschafter, so Berengario Carbonell, der mehrmals mit Sizilien verhandelte, und Berenguer Moray.
Aus seinen bisherigen Ehen hatte Peter IV. keine überlebenden Söhne, doch Eleonore schenkte ihm männlichen Nachwuchs. Insgesamt bekam das Paar drei Söhne und eine Tochter:
- Johann I. (* 1350; † 1396), König von Aragón 1387–1396
- Martin I. (* 1356; † 1410), König von Aragón 1396–1410
- Eleonore (* 1358; † 1382), seit 1375 Gattin Johanns I. von Kastilien
- Alfonso (* 1362; † 1364), als Kleinkind verstorben

### Königin

#### Erste Regierungsjahre
In ihrer Rolle als Königin übte Eleonore großen politischen Einfluss aus und nahm häufig am Wirken ihres Gatten teil. Als nur eine von fünf aragonischen Herrscherinnen wurde sie drei Jahre nach ihrer Heirat in einer eigenen Zeremonie zur Königin gekrönt. In Fällen der Abwesenheit des Monarchen konnte sie als seine gleichberechtigte, die höchste Autorität ausübende Stellvertreterin agieren. Wegen ihrer Entschlossenheit und ihrer Interventionen in politischen Angelegenheiten wurde sie von ihren katalanischen Untertanen bald als „große Königin“ tituliert. Mitunter hatte sie sogar den Vorsitz in den Cortes inne. Ferner sorgte sie 1351 dafür, dass Peter IV. das Herzogtum Girona für ihren ältesten Sohn Johann schuf, um dessen Stellung als Thronfolger abzusichern. Sie verfügte auch am Hof von Sizilien über eine beträchtliche Autorität und griff im Einvernehmen mit ihren Schwestern Konstanze, Eufemia und Blanka wiederholt in die politischen Angelegenheiten dieser Insel ein. Mit der Zeit konnte sie ihre Ansprüche auf die Krone Siziliens konsolidieren.
Im August 1354 begleitete Eleonore ihren königlichen Gatten auf seiner Militärexpedition gegen Sardinien. Peter IV. belagerte die sardische Stadt Alghero, konnte sie aber erst im November durch den Abschluss eines ungünstigen Vertrags mit dem Richter (d. h. König) Mariano IV. von Arborea unter seine Kontrolle bringen. Anfang Dezember 1354 reiste Eleonore an der Seite Peters IV. nach Cagliari, wo dieser im Februar 1355 die Güter mehrerer angesehener Familien, u. a. der Malaspina, wegen deren rebellischer Gesinnung konfiszieren ließ. Ziel des aragonischen Königs war die Inbesitznahme ganz Sardiniens, die Unterdrückung der dortigen Aufstände und die Abwehr von Einmischungsversuchen italienischer Städte.

#### Leitung der Beziehungen mit Sizilien
Im Allgemeinen überließ es der aragonische König seiner Gemahlin Eleonore, die Beziehungen zwischen seinem Reich und Sizilien zu pflegen sowie die Korrespondenz mit hohen politischen Repräsentanten und adligen Frauen Siziliens zu führen. Mehrmals setzte Eleonore sich für die Beilegung von Fällen politischer Intoleranz zwischen Sizilianern und Katalanen ein sowie für die Freilassung iberischer Adliger, die oft mit ihren Familien von feindlich gesinnten Lateinern gefangen genommen wurden. 1354 empfahl sie sogar ihrem Bruder Ludwig, sich nach Sardinien zu begeben und mit Aragón zu verbünden, um sich hierdurch die nötige Unterstützung seiner Position zu sichern.
Das Projekt einer Heirat von Konstanze (Tochter Peters IV. von Aragón und seiner ersten Gattin Maria von Navarra) mit Eleonores Bruder Ludwig wurde 1354 wieder vorgeschlagen. Wegen der verwandtschaftlichen Bande der Brautleute war die Dispens des Papstes notwendig, dessen Entscheidungsfindung aber langsam verlief. Eleonore beteiligte sich intensiv an den diesbezüglichen Verhandlungen und informierte ihren Bruder brieflich regelmäßig über deren Stand. Nach Ludwigs Tod im Oktober 1355 wurde die Vermählung Konstanzes mit Eleonores Bruder Friedrich III. projektiert, der unter der Vormundschaft seiner Schwester Eufemia neuer sizilischer König wurde. Dessen Position war durch Angehörige der im Königreich Neapel regierenden Anjou bedroht, die Sizilien ihrer Herrschaft unterwerfen wollten. Eleonore erteilte ihrer Schwester Eufemia Ratschläge für die Regierung. Sie forderte aber nicht nur, dass die Friedrich III. unterstehenden Herzogtümer Athen und Neopatras zu Aragon kommen sollten, sondern auch, dass ihr Bruder ihr sein Königreich Sizilien vererbte.
In der Folgezeit bemühte sich Eleonore die Verbindungen zwischen Aragón und Sizilien weiter zu stärken, indem sie Ehen ihrer Schwestern mit französischen oder spanischen Adligen zu arrangieren versuchte. Für Eufemia schlug sie eine Ehe mit dem Grafen von Alençon oder dem König von Navarra vor; für Blanka, die durch eine eventuelle Heirat mit Giovanni Chiaramonte auf die Seite der Lateiner hätte wechseln können, fädelte sie eine Eheverbindung mit dem Grafen Johann I. von Ampurias ein. Die geplante Vermählung von Konstanze mit Friedrich III. verzögerte das aragonische Königspaar jedoch weiter. Die Position des sizilischen Königs war damals sehr gefährdet, und Jeronimo Zurita, der eine bedeutende Quelle für die spätmittelalterliche aragonische Geschichte darstellt, behauptet, dass die einzige Hoffnung Friedrichs III. für die Sicherung seines Throns aragonische Militärhilfe gewesen sei. Dies dürfte jedenfalls die Überzeugung Eleonores und ihres Gatten gewesen sein, die für eine solche Unterstützung die Übertragung der Rechte an der Krone Siziliens auf Aragón verlangten. Friedrich III. hatte indessen nicht die Absicht, irgendeine Art von Abtretung seines Reichs zu ratifizieren. Wahrscheinlich wurde 1357 in Sizilien nur allgemein die Ausweitung des Erbrechts auf die weibliche Nachkommenschaft von Eleonores Vater beschlossen. 1358/59 kam es denn auch zur Abkühlung der aragonisch-sizilischen Beziehungen. Ihre Machtstellung als aragonische Königin verschafften Eleonore die Autorität, sich 1359 maßgeblich für die Freilassung ihrer von den Herrschern Neapels gefangen gehaltenen jüngeren Schwestern einzusetzen.
Für Friedrich III. wurden nun alternative Heiratsprojekte in Betracht gezogen. Francesco II. Ventimiglia schlug die Vermählung des sizilischen Königs mit einer Tochter des Herzogs von Durazzo vor. Der sizilische Adlige Artale I. Alagona, Führer der aragonischen Loyalisten auf der Insel, machte Eleonore und Peter IV. auf diese Gefahr neuer Ehebündnisse aufmerksam. Das aragonische Königspaar sandte daraufhin in den letzten Monaten des Jahres 1360 Konstanze nach Sizilien, deren Heirat mit Friedrich III. am 15. April 1361 in Catania stattfand. Als Bedingung für eine umfassende militärische Unterstützung durch Aragón verlangte Eleonore aber 1362 von ihrem Bruder erneut die Abtretung der sizilischen Kronrechte.
Ihre von ihrer Mutter Elisabeth ererbten Ansprüche auf Kärnten und Tirol, machte Eleonore nie geltend. Weil Bernhard II. von Cabrera, ein einflussreicher Berater Peters IV., für eine ausgleichende Politik gegenüber Kastilien und gegen eine mediterrane Reichsausdehnung eintrat, zog er sich die Feindschaft Eleonores zu. Diese wandte sich nämlich gegen eine Kooperation mit Kastilien. Offenbar hinderte Bernhard von Cabrera auch ein energisches Eingreifen Aragons in innersizilische Angelegenheiten, bis er 1364 aufgrund eines – von Eleonore beschleunigten – politischen Prozesses hingerichtet wurde.
Nachdem aus der Ehe von Friedrich III. und Konstanze eine Tochter, Maria, hervorgegangen und Konstanze im Juli 1363 gestorben war, besaß Eleonore de facto keine realistischen Ansprüche auf die Krone Siziliens mehr. Sie bat Papst Urban V. vergeblich um die Verleihung der Herrschaft über die Insel, wobei sie auf die angebliche Regierungsunfähigkeit ihres Bruders verwies, der von seinen Zeitgenossen als der „Einfältige“ tituliert wurde. Vom sizilianischen Adel verlangte sie die Auszahlung ihrer Mitgift in der Höhe von 100.000 Gulden sowie von jener ihrer verstorbenen Schwester Blanka im Wert von 45.000 Gulden. Diese Beträge sollten aus Steuereinnahmen auf Weizenexporte aufgebracht werden. Da die Zahlungen nur schleppend verliefen, ließ sie die Summen direkt in den Ausschiffungshäfen des Königreichs eintreiben. Friedrich III. verhandelte mit dem Papst und erreichte im Jahr 1372, dass auch seinen weiblichen Nachkommen das Thronfolgerecht durch den Heiligen Stuhl eingeräumt wurde. Damit war die Nachfolge seiner Tochter Maria sanktioniert. Er söhnte sich auch mit Neapel aus und heiratete zur Bekräftigung die neapolitanische Adlige Antonia del Balzo. Eleonore legte bei ihrem Bruder Protest gegen diese ihren Erbrechten abträglichen Handlungen ein. Testamentarisch ernannte sie ihren zweiten Sohn Martin zum Erben Siziliens, Kärntens und Tirols.

#### Letzte Jahre und Tod
Ab 1371 gehörte die niederem Adel entstammende Sibila de Fortiá zu Eleonores Hofdamen. 1374 gründete Eleonore das Kloster der armen Klarissen in Teruel und übernahm dessen Patronage. Sie stattete das Kloster mit jährlichen Einkünften aus und ließ ihm eine bedeutende Zuwendung für die Bestreitung der Baukosten zukommen. 15 bis 20 Nonnen des Konvents beteten für das Seelenheil der Eltern der aragonischen Königin. Auch als Patronin der Literatur trat Eleonore hervor. Bereits erkrankt unternahm sie mit ihrem Gemahl eine Pilgerreise zum Kloster Montserrat und starb am 20. April 1375 im Alter von 50 Jahren in Lleida. Sie wurde im Kloster Monestir de Santa Maria de Poblet beigesetzt. Am 11. Oktober 1377, gut zwei Jahre nach Eleonores Tod, wurde Sibila de Fortiá die vierte Gemahlin Peters IV. Diese Heirat führte zu erheblichen Spannungen zwischen dem alten König und dem Thronfolger, Eleonores ältestem Sohn Johann (I.).